# Ryan Bailey (atleet)
Ryan Bailey (Salem (Oregon), 13 april 1989) is een Amerikaanse sprinter. Hij nam eenmaal deel aan de Olympische Spelen en veroverde bij die gelegenheid een zilveren medaille op de 4 × 100 m estafette.

## Loopbaan
Bailey vertegenwoordigde zijn land op de Olympische Spelen van 2012 in Londen, waar hij uitkwam op de 100 m en de 4 × 100 m estafette. Op het individuele nummer slaagde hij erin om zich te plaatsen voor de finale, waarin hij vijfde werd en zijn persoonlijke record van 9,88 s evenaarde. Op de 4 × 100 m estafette maakte hij deel uit van de Amerikaanse estafetteploeg in de finale, die naast hem bestond uit Trell Kimmons, Justin Gatlin, Tyson Gay. De ploeg liep zonder hem in de kwalificatieronde een Amerikaans record van 37,38. In de finale werd deze tijd zelfs teruggebracht tot 37,04, maar men kon desondanks niet verhinderen dat de Jamaicaanse estafetteploeg met Usain Bolt als slotloper het goud pakte met een verbetering van het wereldrecord tot 36,84.
Bailey studeert aan de Rend Lake College.

## Persoonlijke records
Outdoor
| Onderdeel | Prestatie | Datum            | Plaats |
| --------- | --------- | ---------------- | ------ |
| 100 m     | 9,88 s    | 29 augustus 2010 | Rieti  |
| 200 m     | 20,10 s   | 19 augustus 2010 | Zürich |

Indoor
| Onderdeel | Prestatie | Datum            | Plaats      |
| --------- | --------- | ---------------- | ----------- |
| 60 m      | 6,58 s    | 27 februari 2010 | Albuquerque |
| 200 m     | 20,86 s   | 23 januari 2010  | Albuquerque |

## Palmares

### 100 m
Kampioenschappen
- 2012: 5e OS - 9,88 s

Diamond League-podiumplekken
- 2012:  London Grand Prix – 10,09 s
- 2012:  DN Galan – 9,93 s
- 2012:  Weltklasse Zürich – 9,97 s
- 2013:  Adidas Grand Prix – 10,15 s
- 2013:  Prefontaine Classic – 10,00 s

### 200 m
Diamond League-podiumplekken
- 2010:  Shanghai Golden Grand Prix – 20,43 s
- 2010:  Prefontaine Classic – 20,17 s
- 2010:  Weltklasse Zürich – 20,10 s

### 4 × 100 m
- 2012:  OS - 37,04 s (NR)